# Résolution 1895 du Conseil de sécurité des Nations unies
Membres permanents
- Chine
- États-Unis
- France
- Royaume-Uni
- Russie

Membres non permanents
- Autriche
- Bosnie-Herzégovine
- Brésil
- Gabon
- Japon
- Liban
- Mexique
- Nigéria
- Turquie
- Ouganda

Résolution no 1894 Résolution no 1896
La résolution 1895 du Conseil de sécurité des Nations unies adoptée à l'unanimité le 18 novembre 2009, a prolongé la Force de l'Union européenne (EUFOR) en Bosnie-Herzégovine, pour une années supplémentaire.

## Résolution
Le Conseil de sécurité a autorisé pour une année supplémentaire, jusqu'au 18 novembre 2010, la Force de l'Union européenne (EUFOR Althea), chargée de garantir le respect continu des accords de paix de Dayton qui a mis fin aux combats en Bosnie-Herzégovine en 1995.
Le Conseil s'est également félicité de la décision de maintenir dans le pays un quartier général de l'Organisation du traité de l'Atlantique nord (OTAN), qui dirigeait la Force de stabilisation (SFOR) qui a transféré les responsabilités de maintien de la paix à l'EUFOR en 2004. Il a reconnu le droit de l'OTAN et de l'EUFOR de prendre toutes les mesures nécessaires pour se défendre contre les attaques ou les menaces.
Le Conseil a réitéré que la responsabilité première de la poursuite de la mise en œuvre des accords de paix incombait aux autorités bosniennes. La résolution indique que le respect desdites obligations – en particulier leur pleine coopération avec le Tribunal pénal international pour l'ex-Yougoslavie – déterminerait la volonté continue de la communauté internationale et des principaux donateurs d'apporter leur soutien.
Le Conseil a également souligné son plein soutien au haut représentant international en Bosnie-Herzégovine dans le suivi de la mise en œuvre des accords de paix et a réaffirmé qu'il est l'autorité de dernier ressort pour l'interprétation des aspects civils de la mise en œuvre desdits Accords.

## Voir également
- Guerres de Yougoslavie
- Guerre de Bosnie-Herzégovine
- Mission des Nations Unies en Bosnie-Herzégovine (MINUBH)